# U 848 (Kriegsmarine)

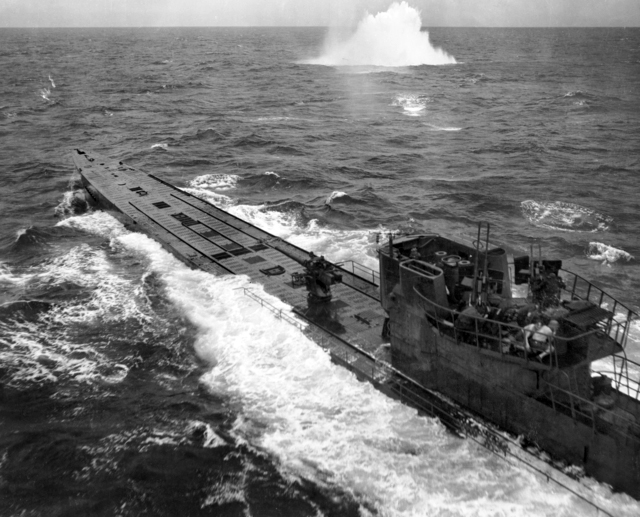
U 848

De U 848 was een Type IXD2 U-boot van de Duitse Kriegsmarine tijdens de Tweede Wereldoorlog. Hij werd op 20 januari 1941 besteld en op 6 januari 1942 werd zijn kiel gelegd en werd aan de bouw begonnen. De tewaterlating gebeurde op 6 oktober 1942 op de AG Weserwerf te Bremen (werk 1054). Op 20 februari 1943 werd de U 848 in dienst gesteld.

## Geschiedenis
De U 848 werd overdragen op 20 februari 1943 aan Korvkpt. Wilhelm Rollmann, een ervaren U-bootcommandant die voordien op de U 34 had dienstgedaan. Voor zijn succes met deze boot, had hij op 31 juli 1940 het Ridderkruis met het IJzeren Kruis ontvangen.
Vanaf zijn indienststelling tot en met 31 juli 1943 werd de U-boot toegewezen bij het 4. Unterseebootsflottille voor de opleiding van de bemanning. Daarna werd de U 848 door het 12. Unterseebootsflottille als frontboot ingezet. De U-boot vertrok voor een opdracht naar de Indische Oceaan om zich bij het "Monsoon"-Wolfpack aan te sluiten en daar men hen op patrouille te gaan. De U-boot moest onder vijandelijke omstandigheden alleen van Kiel naar Penang, Maleisië, varen waar de basis van de "Monsoon"-Wolfpack-boten bevond. Op 2 november 1943 werd in de Zuid-Atlantische Oceaan het Britse vrachtschip Baron Semple aangevallen. Rollmann meldde dit eerste en tevens laatste succes met de U 848, maar hierbij had hij ook zijn aanwezigheid verraden.
De U 848 verging op 5 november 1943 in de Zuid-Atlantische Oceaan, ten zuidwesten van Ascension, op positie 10° 9′ 0″ ZB, 18° 0′ 0″ WL toen hij door dieptebommen van drie B-24 Liberator- en twee B-25 Mitchell-bommenwerpers van het VB-107 & US Army 1e Compsite Squadron, aangevallen en uiteindelijk vernietigd werd. Tien maal moesten de vijf Amerikaanse bommenwerpers de U 848 aanvallen en bestoken met dieptebommen en mitrailleurvuur, vooraleer de Duitse U-boot voorgoed verdween naar de zeediepte. Heel dit gebeuren werd gefilmd en/of gefotografeerd door luitenant Charles A. Baldwin - (zie fotoreeks Externe links).
Ongeveer twintig overlevenden werden na het zinken van de U-boot in zee waargenomen. Maar alleen de eerste stuurman Hans Schade werd pas na vier weken in een reddingsvlot door de Amerikaanse kruiser USS Marblehead (CL-12) gevonden. Alle negentien manschappen waren al voordien overleden. Op 5 december 1943 stierf hij in een Braziliaans ziekenhuis. Zo kwamen uiteindelijk alle 63 bemanningsleden, waaronder de pas op 1 november 1943 benoemde FrgKpt. Wilhelm Rollmann, om het leven.

## Bevelhebber
- 20 februari 1943 - 5 november 1943: FrgKpt. Wilhelm Rollmann (Ridderkruis).

## CarrièreU 848
- 20 februari - 31 juli 1943: 4. Unterseebootsflottille (1 patrouille opleidingsboot)
- 1 augustus - 5 november 1943: (+) 12. Unterseebootsflottille (frontboot)

## Successen
- 1 schip tot zinken gebracht voor een totaal van 4.573 BRT